# کنیکا
کنیکا (انگلیسی: Canica) شرکت هلدینگ نروژی است، که در سال ۱۹۸۵ توسط استین اریک هاگن تأسیس شد.